# Lahošť
Lahošť település Csehországban, Teplicei járásban. Lahošť Jeníkov, Zabrušany, Duchcov és Teplice településekkel határos. Lakosainak száma 691 fő (2024. január 1.).

## Népesség
A település lakosságának változását az alábbi diagram mutatja:
| Lakosok száma | 375  | 754  | 843  | 577  | 552  | 538  | 624  | 671  | 687  | 691  |
|               | 1869 | 1890 | 1921 | 1950 | 1980 | 2001 | 2017 | 2019 | 2022 | 2024 |